# Chef (South Park)

Chef

Chef (vocea lui Isaac Hayes) este un personaj fictiv din serialul animat South Park. Lucrează într-o cantină dintr-o școală din orașul fictiv South Park, Colorado. El îi sfătuiește pe eroii principali Stan Marsh, Kyle Broflovski, Eric Cartman, și Kenny McCormick fiind singurul adult în care copii au încredere constantă. A apărut prima dată în episodul Cartman Gets an Anal Probe, și a murit în episodul The Return of Chef.